# Ngô Ðình Nhu
Ngô Ðình Nhu (ur. 7 października 1910, zm. 2 listopada 1963) – generał i polityk Wietnamu Południowego.

## Życiorys
Był bratem m.in. dyktatorskiego prezydenta Ngô Đình Diệma oraz kardynała Ngô Đình Thụca. Z tym pierwszym blisko współpracował jako szef wojsk specjalnych tajnej policji Wietnamu Południowego i „szara eminencja”. Pod koniec wojny wietnamskiej w 1963 był podejrzewany przez brata o nielojalność i zamiar zdrady w związku z niepokojami w armii południowowietnamskiej. W ramach uspokojenia zamieszek represjonowanych buddystów został wyznaczony przez Ngô Đình Diệma do spotkania z Thích Tịnh Khiếtem, zwierzchnikiem buddystów Wietnamu Południowego. Buddyści domagali się zdymisjonowania Ngô Ðình Nhu, który był celem najbardziej zajadłej krytyki.
Ngô Ðình Nhu zarzucał Stanom Zjednoczonym chęć pozbycia się ich rządów, gdyż razem z bratem nie chciał prowadzić marionetkowej względem USA polityki. Wierzył w zwycięstwo natarcia armii Wietnamu Południowego, po których nastąpią rozmowy pokojowe z północnowietnamskim przywódcą Hồ Chí Minhem – szefem Demokratycznej Republiki Wietnamu (Wietnamu Północnego). Zdawał sobie sprawę z buntu własnej armii. Te poglądy, rzucone podczas rozmowy z francuskim przyjacielem rankiem 1 listopada 1963, zostały zarejestrowane przez kontrwywiad Francji, były one jednak fantastyczne wobec rzeczywistej sytuacji podczas konfliktu. 
Razem z Ngô Đình Diệmem został zdradzony przez swego „wiernego przyjaciela” – generała Tôn Thất Đínha, który dokonał skutecznego przewrotu przeciwko ich rządom. Obaj uciekli wobec przewagi wroga z siedziby prezydenckiej tajnym tunelem celem połączenia się z generałem Huỳnh Văn Cao, który przeszedł jednak na stronę wroga. Znaleźli się wobec tego w Chợ Lớn – chińskiej dzielnicy w Sajgonie – gdzie schronienia udzielił im szef chińskich wspólnot wyznaniowych. Przedstawił im plan ucieczki na sampanach w workach wypełnionych ryżem. Skorzystawszy z tego rodzaju ucieczki, bracia 2 listopada 1963 wczesnym rankiem zawędrowali do kościoła świętego Franciszka Ksawerego, gdzie schronili się, wyspowiadali i przyjęli komunię. W tym czasie pałac prezydencki został zdobyty przez generała Nguyễn Văn Thiệu. Na wieść o tym bracia zadzwonili z plebanii, w której obiecali przestać uciekać i oddać się w ręce wroga w zamian za zapewnienie azylu za granicą. W trybie natychmiastowym przysłano po niego konwój. Wiózł on ich do sztabu generalnego, gdy podczas podróży Ngô Ðình Nhu popadł w kłótnię z Nguyễn Văn Nhungiem – adiutantem generała Dương Văn Minha. Podczas bójki z użyciem noży Ngô Đình Diệm i Ngô Ðình Nhu zostali rozstrzelani. Przed śmiercią obydwaj się pogodzili.
Jego żoną była Trần Lệ Xuân, zwana „Madame Nhu”, która pełniła funkcję pierwszej damy Wietnamu Południowego.